# Lenđerovina
Lenđerovina es un pueblo de la municipalidad de Bugojno, en el cantón de Bosnia Central, Bosnia y Herzegovina.

## Superficie
Posee una superficie de 3,23 kilómetros cuadrados.

## Demografía
Hasta 2013 la población era de 86 habitantes, con una densidad de población de 26,6 habitantes por kilómetro cuadrado.